# 北間站
北間站（日语：／ Kitama eki */?）是位於石川縣金澤市須崎町，屬於北陸鐵道的淺野川線車站。車站編號為A09。

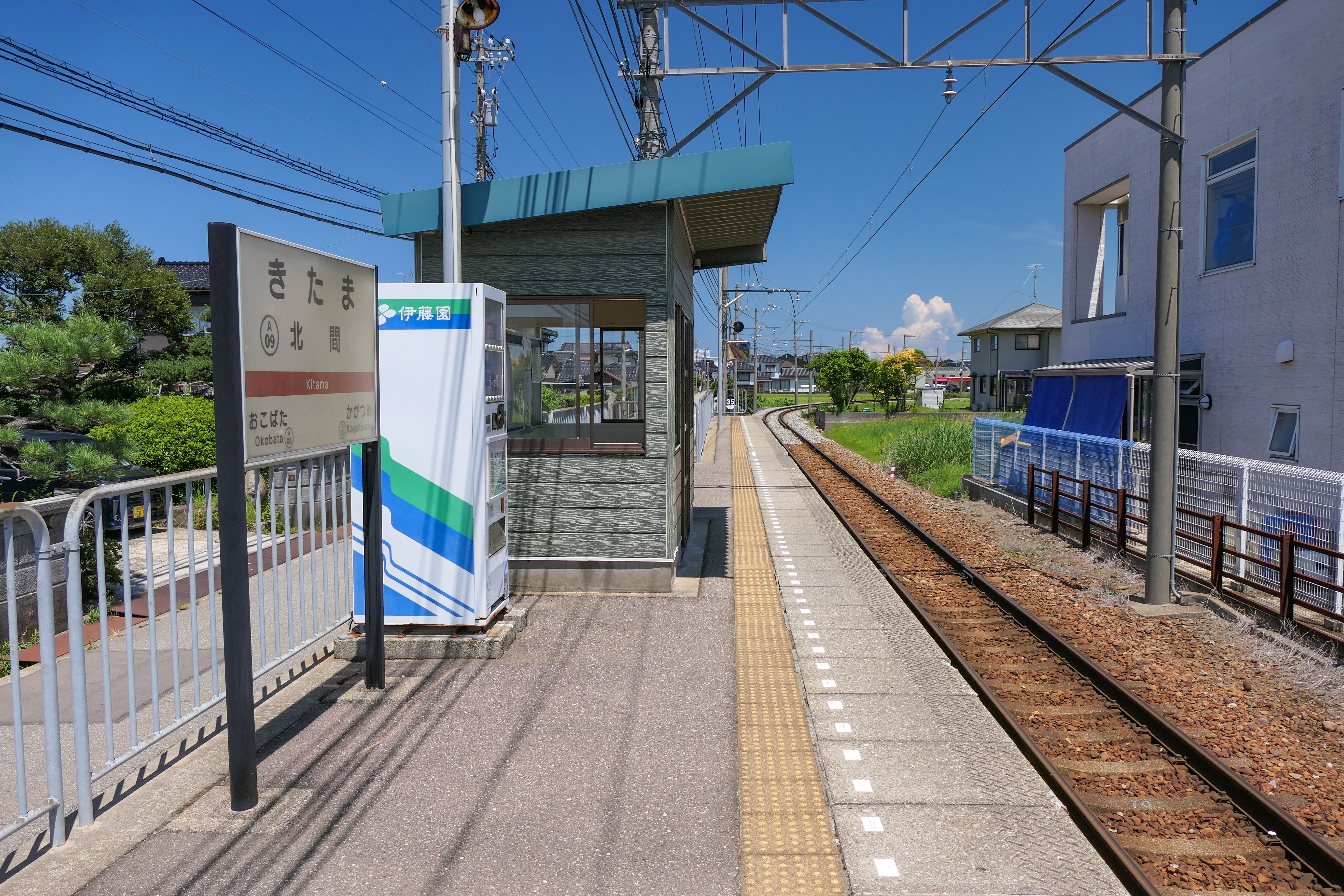
候車室與月台(2022年7月)

## 車站構造
本站是地面車站，設有1面1線單式月台。此站是無人車站。

## 歷史
- 1925年5月10日：北間站啟用。

## 使用狀況
以下為1日平均上下車人次列表 ：
| 上下車人次變化 | 上下車人次變化 |
| 年度           | 1日平均人次    |
| -------------- | -------------- |
| 2011年         | 52             |
| 2012年         | 44             |
| 2013年         | 50             |
| 2014年         | 55             |
| 2015年         | 56             |
| 2016年         | 68             |
| 2017年         | 68             |

## 車站周邊
- 金澤市立淺野川小學（日语：金沢市立浅野川小学校）
- 淺野川（日语：浅野川）

## 相鄰車站
北陸鐵道
■淺野川線
大河端（A08）－北間（A09）－蚊爪（A10）

## 外部連結
- 北陸鐵道北間站 （页面存档备份，存于）